# Флавіо Діас Рібейру
Флавіо Діаш Рібейру або просто Флавіо (порт.-браз. Flávio Dias Ribeiro, нар. 12 квітня 1978, Сантус, штат Сан-Паулу, Бразилія) — бразильський футболіст, нападник. Перший бразильський легіонер лганської «Зорі».

## Життєпис
Розпочав виступати за клуб «Португеза Сантіста». Потім грав за американські клуби: «Дайтона Тигрес» та «Орландо Сандогс», бразильські: «Сантус», «Жабакуара», «Греміо Санкарленсе», «Сан-Жозе». У 2003 році виступаючи за «Пелотас» став найкращим бомбардиром Ліги Гаушу, забивши 18 м'ячів. Після цього виступав за: «Греміо», португальську «Академіку» (Коїмбра), «Аваї» і «15 листопада». У 2006 році під час сезону приєднався до українського клубу «Зоря» (Луганськ), в чемпіонаті України провів 6 матчів забив 2 м'ячі, дебютував 22 жовтня 2006 року в матчі проти маріупольського «Іллічівця» (1:1). Луганським уболівальникам запам'ятався не реалізованим пенальті в домашньому поєдинку проти ФК «Харкова» (потужно пробив у перекладину воріт). Пізніше знову виступав за «Пелотас», а в сезоні 2007/08 років грав у грецькому «Іраклісі». У 2009 році виступав за «Іпіранга». Потім захищав кольори «Ітуано». З 2012 по 2014 роки був гравцем «Марсело Діас», у футболці якого завершив кар'єру футболіста.